# فرانك جويت
فرانك بالدوين جويت  (بالإنجليزية: Frank B. Jewett)‏ ‏ (5 سبتمبر 1879 - 19 نوفمبر 1949) هو فيزيائي أمريكي وأول رئيس لمختبرات بل. 
تخرج من معهد ثروب للتكنولوجيا (معهد كاليفورنيا للتقنية حاليًا) عام 1898 وحصل على درجة الدكتوراة في الفيزياء عام 1902 من جامعة شيكاغو، كان جويت رئيسًا للمعهد الأمريكي لمهندسين الكهرباء من عام 1922 حتى عام 1923.
أنشأت مختبرات بل تالفون في عام 1925 حيث كان جويت هو أول رئيسٍ لها ومكث في منصب الإدارة حتى عام 1940، ولكنه استمر رئيس لمجلس إدارة مختبرات حتى عام 1944.
في عام 1928 منحه المعهد الأمريكي لمهندسين الكهرباء وسام إديسون،كان جويت رئيسًا للأكاديمية الوطنية للعلوم من عام 1939 حتى عام 1947 وفي عام 1950 حصل على وسام معهد البحوث الصناعية IRI Medal تقديرًا لدوره القيادي في التكنولوجيا، كما خدم جويت في فترة من حياته في لجنة بحوث الدفاع الوطني National Defense Research Committee.

## وصلات خارجية
- فرانك جويت على موقع الموسوعة البريطانية (الإنجليزية)